# Clinanthus chihuanhuayu
Clinanthus chihuanhuayu là một loài thực vật có hoa trong họ Amaryllidaceae. Loài này được (Cárdenas) Meerow mô tả khoa học đầu tiên năm 2000.